# 霊芝寺
霊芝寺（れいしじ）は、香川県さぬき市末に所在する寺院。宗派は高野山真言宗。山号は日内山（ひうちざん）。本尊は十一面観世音菩薩。さぬき三十三観音霊場第十番札所。

## 概要
寺伝によれば、平安時代初期の弘仁年間（810年 - 824年）に空海（弘法大師）が、師である岡田牛養を祈念し建立したと言われる。かつては、東林山遍照光院（とうりんざんへんじょうこういん）または火内山大岡寺（ひうちざんたいこうじ）と号した。
戦国時代の天正年間（1573年 - 1593年）、長宗我部元親軍の侵攻により伽藍は火災に遭い、焼亡したとされるが同寺の当時の記録が書かれた縁起禄である日内山観音縁起(同寺所持)にこの記載はなく、近年新たに加えられた逸話と思われる。香川県の各寺社では長曾我部の侵攻が始まるまで100年余り続いていた三好などとの戦乱によるものや頻繁に出没したとされる野党や自然災害の被害もすべて長曾我部元親に罪を擦り付けているものが多いがこの傾向は現代に於いても続いている。
江戸時代前期の1662年（寛文2年）、山城国西明寺の僧・恵忍が来錫し、寺院再興を発願した。高松藩初代藩主松平頼重が寺院の復興を命じ、山門が復興された。水戸藩主徳川光圀の子で頼重の養子となった2代藩主頼常は1676年（延宝4年）、寺号を東林山霊芝寺と改め本堂を建立した。
1802年（享和2年）、本堂が再建された。しかし、1828年（文政11年）・1843年（天保14年）と火災に遭い焼亡した。1869年（明治2年）、山号を日内山と改め堂宇が再建された。1933年（昭和8年）、放火により再び焼亡した。現在見られる伽藍は1938年（昭和13年）に再興されたものである。山門は雨滝城の裏門を移築したものと伝わっている。

## 高松藩主墓所
寺院の裏山に、2代藩主頼常と9代藩主頼恕（よりひろ）の墓がある。高松松平家の宗旨は浄土宗で、菩提寺と墓所は法然寺にある。しかし、頼常は水戸家の出身であるため、祖父の頼房・実父の光圀に倣い、儒教方式でこの地に葬るよう遺命した。このため、法然寺から離れた場所に儒式墓で営まれている。同様に頼恕も水戸家の出身であるため、頼常に倣って儒式墓でこの地に葬られた。
門を入ると位牌所がある。階段を進むと頼常の墓があり、さらに奥に頼恕の墓がある。
頼常の墓碑銘は「故四位少将南嶺源節公之墓」、頼恕の墓碑銘は「故正四位下中将南溟源愨公之墓」と刻まれている。

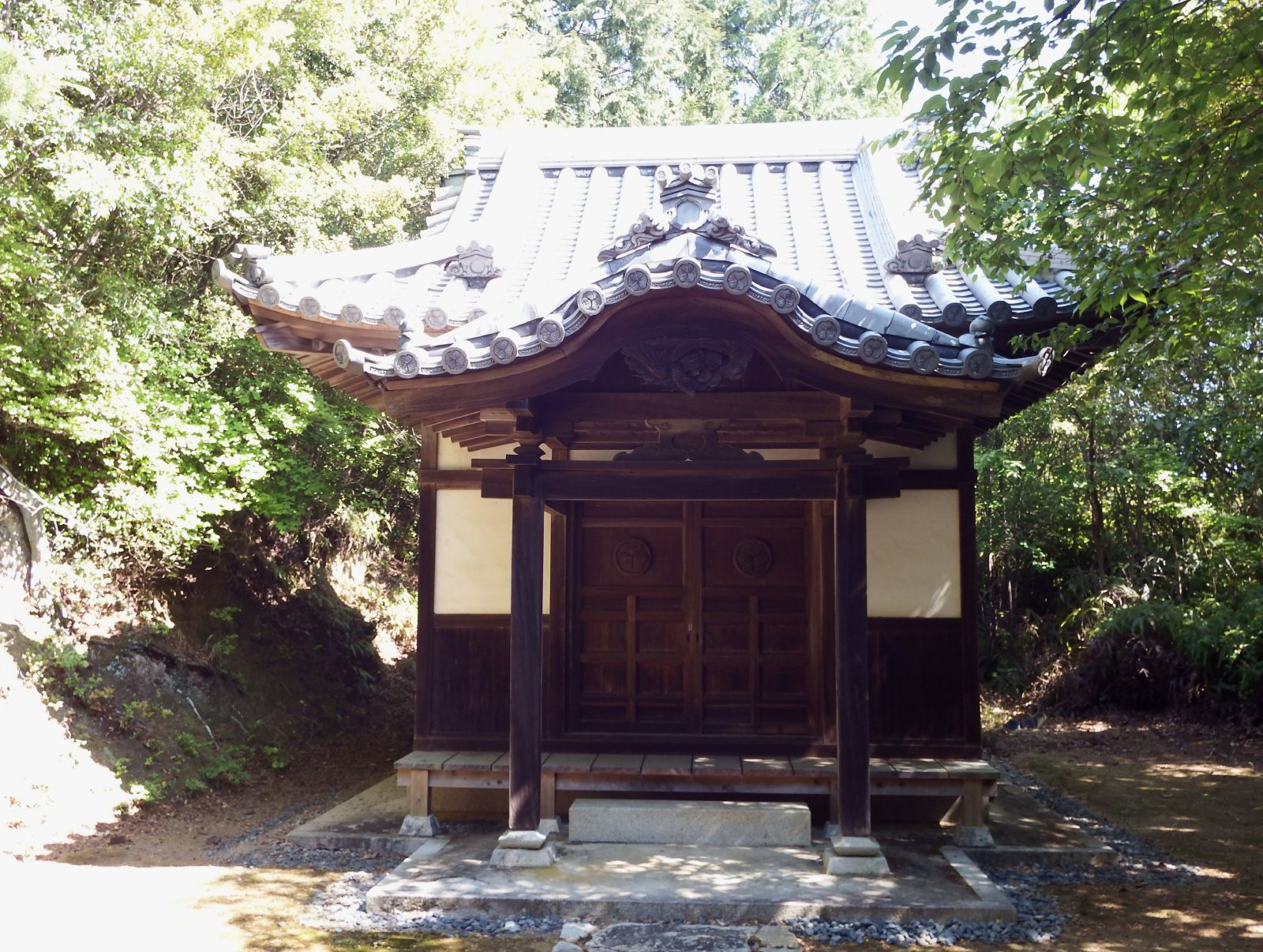
位牌所
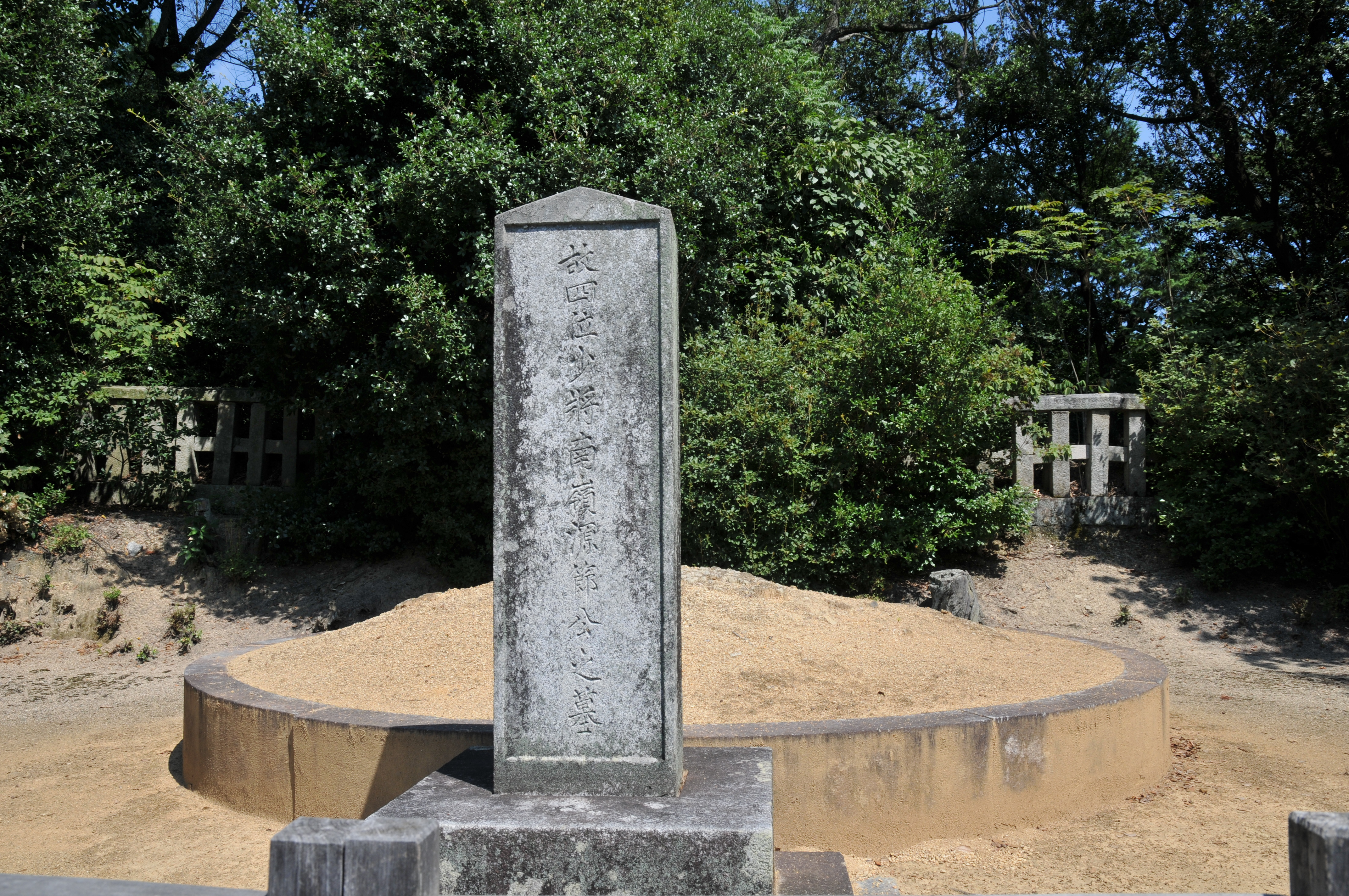
松平頼常の墓
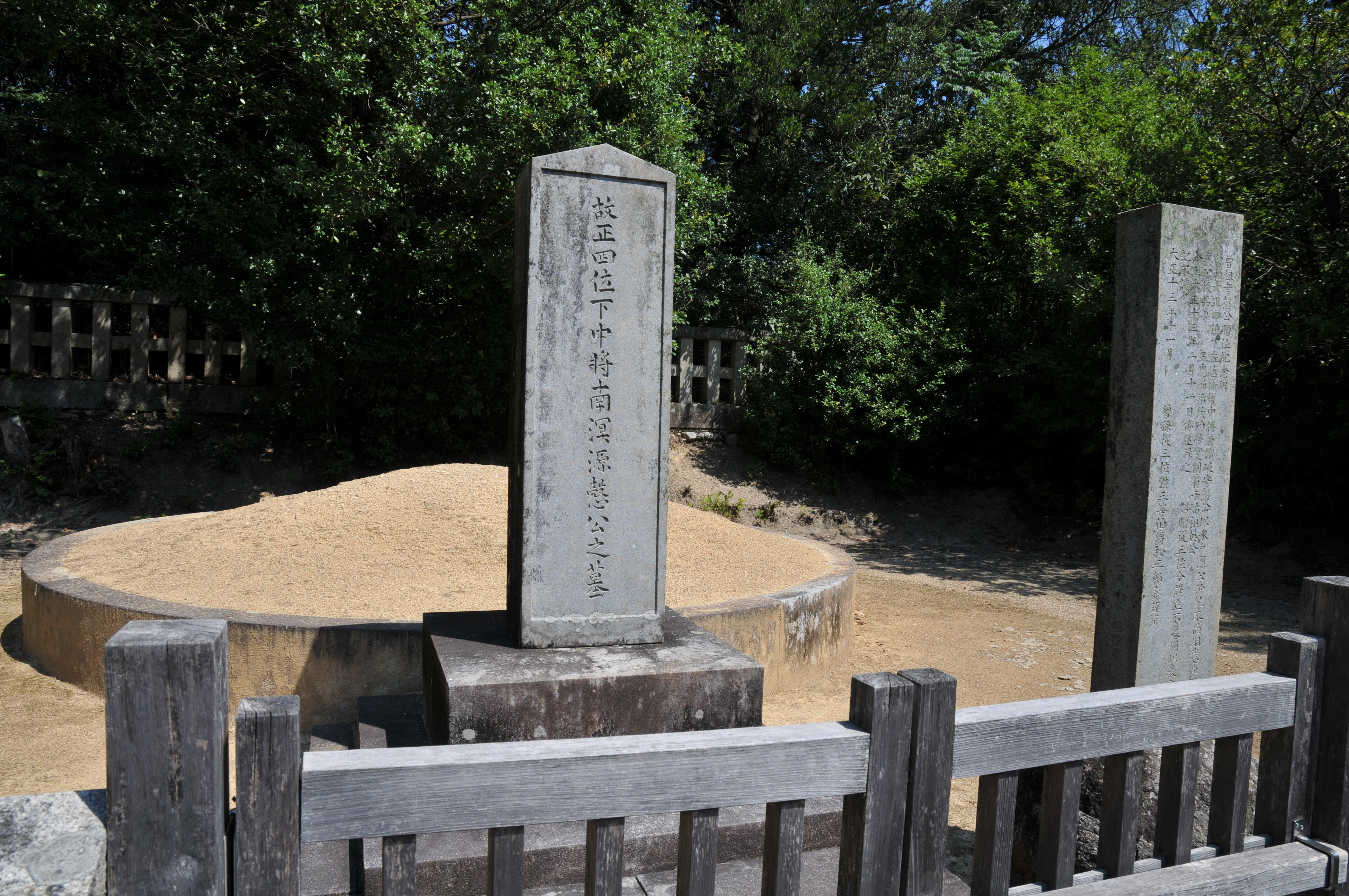
松平頼恕の墓

## 境内
麓
- 山門
- 本堂
- 訶梨帝堂
- 客殿・庫裡
- 黒門
- 鐘楼堂

中腹
- 小川半次郎（彫匠）の墓
- 松平家位牌所、２代公墓地、９代公墓地
- 梵字岩

頂上近く

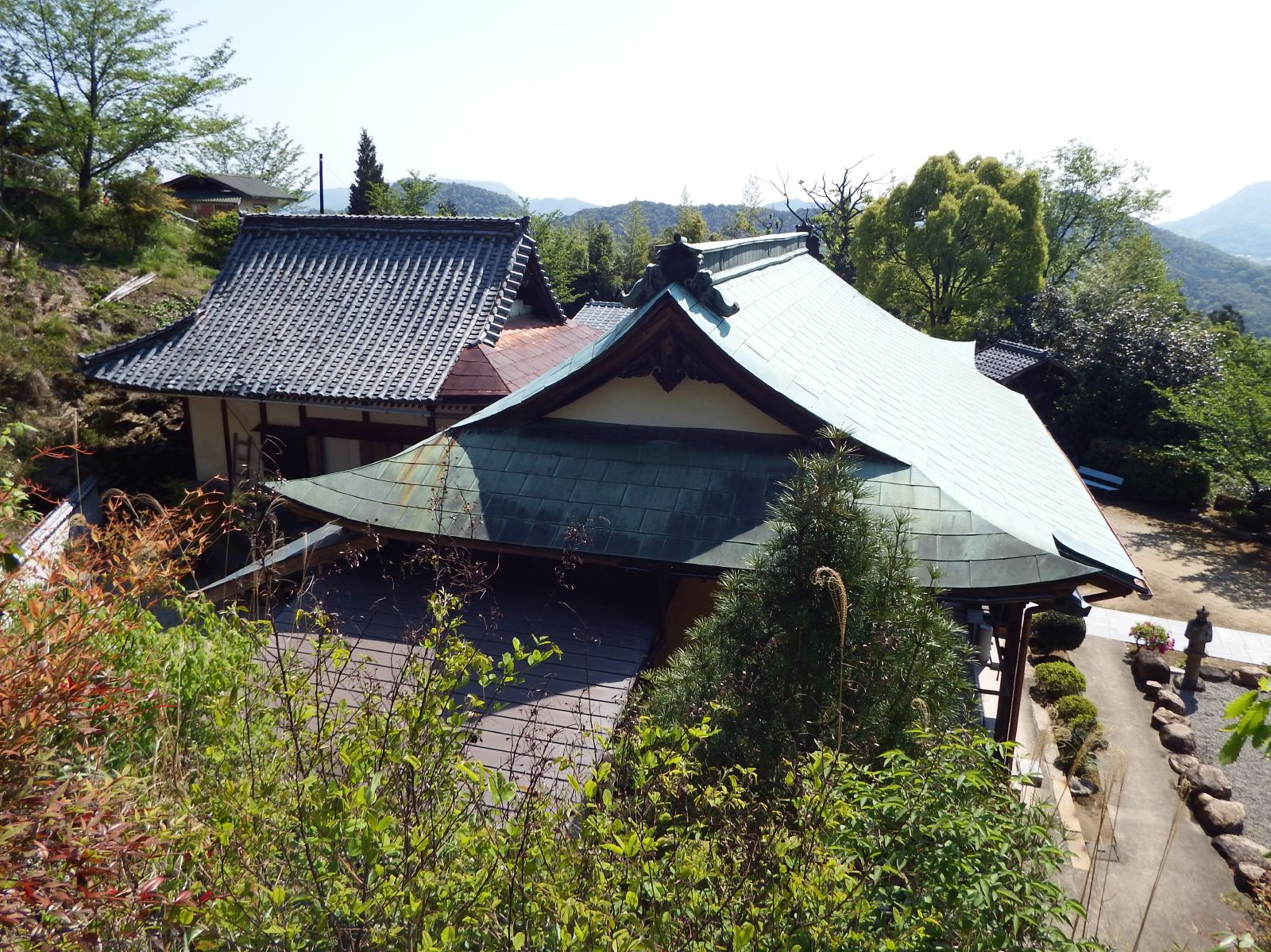
奥之院大師堂

- 奥之院大師堂、（車で行ける、数台分の駐車場あり）
- 護摩堂
- 求聞持堂

## 前後の札所
さぬき三十三観音霊場
9 圓光寺 -- (2.3km)-- 10 霊芝寺 -- (41.0km)-- 11 城福寺